# Gran Premio motociclistico del Portogallo 2012
Il Gran Premio motociclistico del Portogallo 2012, corso il 6 maggio, è il terzo Gran Premio della stagione 2012. La gara si è disputata sul circuito di Estoril. Nelle tre classi i vincitori sono stati: Casey Stoner in MotoGP, Marc Márquez in Moto2 e Sandro Cortese in Moto3.

## MotoGP

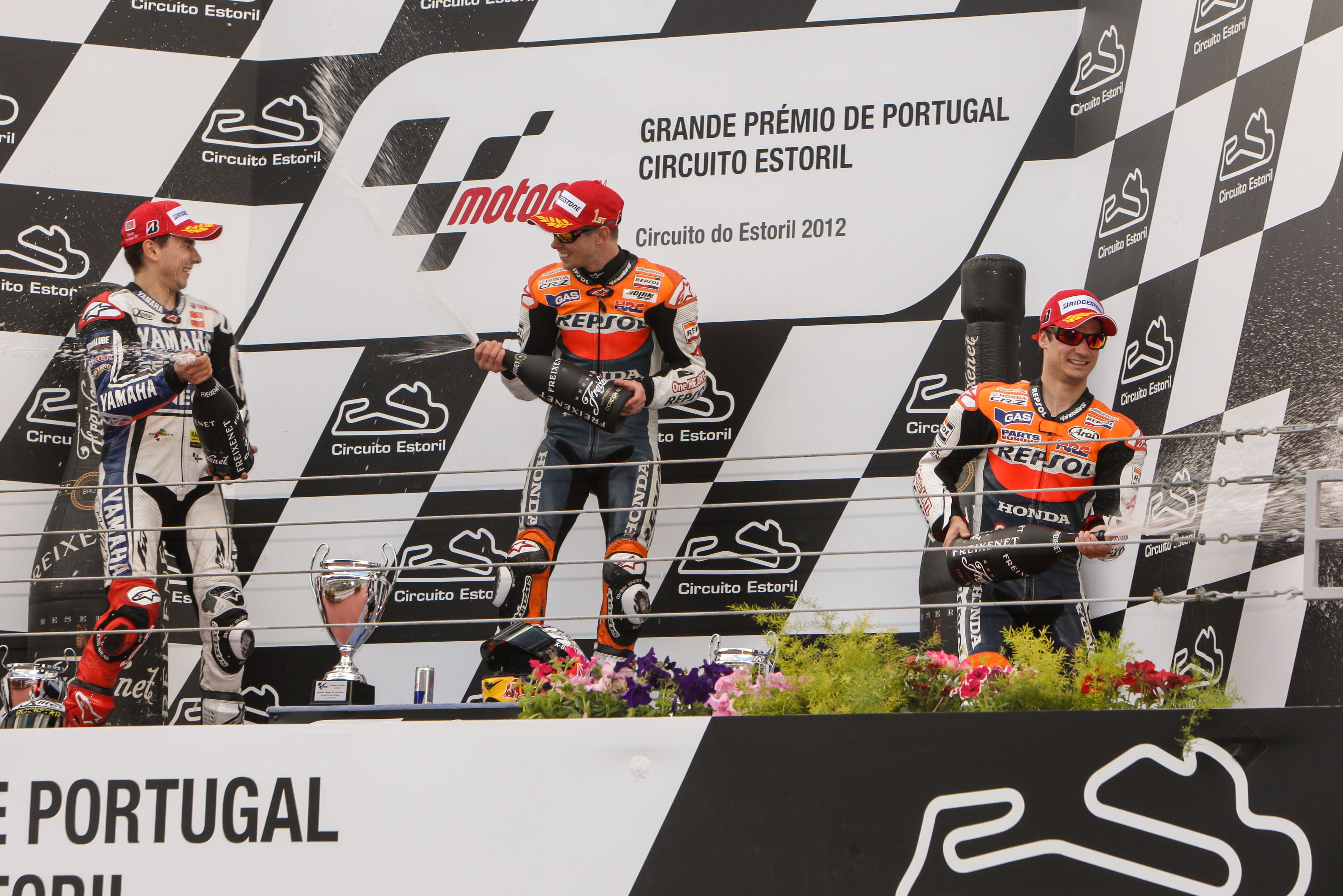
Lorenzo, Stoner e Pedrosa, festeggiano sul podio dopo aver concluso rispettivamente al secondo, primo e terzo posto la gara della classe MotoGP

### Arrivati al traguardo
| Pos | Nº | Pilota           | Squadra                 | Motocicletta | Giri | Tempo     | Griglia | Punti |
| --- | -- | ---------------- | ----------------------- | ------------ | ---- | --------- | ------- | ----- |
| 1   | 1  | Casey Stoner     | Repsol Honda            | Honda        | 28   | 45:37.513 | 1       | 25    |
| 2   | 99 | Jorge Lorenzo    | Yamaha Factory Racing   | Yamaha       | 28   | +1.421    | 4       | 20    |
| 3   | 26 | Dani Pedrosa     | Repsol Honda            | Honda        | 28   | +3.621    | 2       | 16    |
| 4   | 4  | Andrea Dovizioso | Monster Yamaha Tech 3   | Yamaha       | 28   | +13.846   | 7       | 13    |
| 5   | 35 | Cal Crutchlow    | Monster Yamaha Tech 3   | Yamaha       | 28   | +16.690   | 3       | 11    |
| 6   | 19 | Álvaro Bautista  | San Carlo Honda Gresini | Honda        | 28   | +21.884   | 6       | 10    |
| 7   | 46 | Valentino Rossi  | Ducati Team             | Ducati       | 28   | +26.797   | 9       | 9     |
| 8   | 11 | Ben Spies        | Yamaha Factory Racing   | Yamaha       | 28   | +33.262   | 5       | 8     |
| 9   | 6  | Stefan Bradl     | LCR Honda               | Honda        | 28   | +35.867   | 11      | 7     |
| 10  | 8  | Héctor Barberá   | Pramac Racing           | Ducati       | 28   | +53.363   | 8       | 6     |
| 11  | 69 | Nicky Hayden     | Ducati Team             | Ducati       | 28   | +1:02.630 | 10      | 5     |
| 12  | 41 | Aleix Espargaró  | Power Electronics Aspar | ART          | 28   | +1:20.736 | 12      | 4     |
| 13  | 14 | Randy de Puniet  | Power Electronics Aspar | ART          | 28   | +1:23.483 | 14      | 3     |
| 14  | 51 | Michele Pirro    | San Carlo Honda Gresini | FTR          | 28   | +1:37.905 | 16      | 2     |
| 15  | 9  | Danilo Petrucci  | Came IodaRacing Project | Ioda         | 27   | +1 giro   | 19      | 1     |

### Ritirati
| Nº | Pilota          | Squadra               | Motocicletta | Giri | Griglia |
| -- | --------------- | --------------------- | ------------ | ---- | ------- |
| 17 | Karel Abraham   | Cardion AB Motoracing | Ducati       | 23   | 13      |
| 77 | James Ellison   | Paul Bird Motorsport  | ART          | 18   | 18      |
| 68 | Yonny Hernández | Avintia Blusens       | BQR          | 16   | 15      |
| 54 | Mattia Pasini   | Speed Master          | ART          | 11   | 17      |
| 22 | Iván Silva      | Avintia Blusens       | BQR          | 11   | 20      |

### Non partito
| Nº | Pilota        | Squadra                   | Motocicletta |
| -- | ------------- | ------------------------- | ------------ |
| 5  | Colin Edwards | NGM Mobile Forward Racing | Suter        |

## Moto2

### Arrivati al traguardo
| Pos | Nº | Pilota              | Squadra                   | Motocicletta | Giri | Tempo     | Griglia | Punti |
| --- | -- | ------------------- | ------------------------- | ------------ | ---- | --------- | ------- | ----- |
| 1   | 93 | Marc Márquez        | CatalunyaCaixa Repsol     | Suter        | 26   | 44:04.086 | 1       | 25    |
| 2   | 40 | Pol Espargaró       | Pons 40 HP Tuenti         | Kalex        | 26   | +1.987    | 5       | 20    |
| 3   | 12 | Thomas Lüthi        | Interwetten-Paddock       | Suter        | 26   | +2.071    | 2       | 16    |
| 4   | 5  | Johann Zarco        | JIR Moto2                 | Motobi       | 26   | +9.227    | 4       | 13    |
| 5   | 29 | Andrea Iannone      | Speed Master              | Speed Up     | 26   | +10.481   | 6       | 11    |
| 6   | 15 | Alex De Angelis     | NGM Mobile Forward Racing | Suter        | 26   | +21.180   | 9       | 10    |
| 7   | 24 | Toni Elías          | Mapfre Aspar              | Suter        | 26   | +21.394   | 8       | 9     |
| 8   | 60 | Julián Simón        | Blusens Avintia           | Suter        | 26   | +21.504   | 7       | 8     |
| 9   | 36 | Mika Kallio         | Marc VDS Racing           | Kalex        | 26   | +21.581   | 17      | 7     |
| 10  | 38 | Bradley Smith       | Tech 3 Racing             | Tech 3       | 26   | +24.100   | 13      | 6     |
| 11  | 45 | Scott Redding       | Marc VDS Racing           | Kalex        | 26   | +27.248   | 3       | 5     |
| 12  | 77 | Dominique Aegerter  | Technomag-CIP             | Suter        | 26   | +30.087   | 10      | 4     |
| 13  | 19 | Xavier Siméon       | Tech 3 Racing             | Tech 3       | 26   | +30.132   | 22      | 3     |
| 14  | 71 | Claudio Corti       | Italtrans Racing          | Kalex        | 26   | +30.257   | 21      | 2     |
| 15  | 88 | Ricard Cardús       | Arguiñano Racing          | AJR          | 26   | +30.879   | 12      | 1     |
| 16  | 18 | Nicolás Terol       | Mapfre Aspar              | Suter        | 26   | +31.097   | 15      |       |
| 17  | 95 | Anthony West        | QMMF Racing               | Moriwaki     | 26   | +43.099   | 26      |       |
| 18  | 30 | Takaaki Nakagami    | Italtrans Racing          | Kalex        | 26   | +47.282   | 11      |       |
| 19  | 4  | Randy Krummenacher  | GP Team Switzerland       | Kalex        | 26   | +47.399   | 19      |       |
| 20  | 76 | Max Neukirchner     | Kiefer Racing             | Kalex        | 26   | +48.143   | 27      |       |
| 21  | 44 | Roberto Rolfo       | Technomag-CIP             | Suter        | 26   | +53.563   | 24      |       |
| 22  | 47 | Ángel Rodríguez     | Desguaces La Torre SAG    | FTR          | 26   | +54.530   | 30      |       |
| 23  | 14 | Ratthapark Wilairot | Thai Honda PTT Gresini    | Moriwaki     | 26   | +55.666   | 28      |       |
| 24  | 80 | Esteve Rabat        | Pons 40 HP Tuenti         | Kalex        | 26   | +1:24.889 | 16      |       |
| 25  | 7  | Alexander Lundh     | Cresto Guide MZ Racing    | MZ-RE Honda  | 26   | +1:32.467 | 29      |       |
| 26  | 82 | Elena Rosell        | QMMF Racing               | Moriwaki     | 26   | +1:40.748 | 31      |       |
| 27  | 10 | Marco Colandrea     | SAG Team                  | FTR          | 25   | +1 giro   | 32      |       |
| 28  | 8  | Gino Rea            | Federal Oil Gresini       | Moriwaki     | 25   | +1 giro   | 25      |       |

### Ritirati
| Nº | Pilota         | Squadra                   | Motocicletta | Giri | Griglia |
| -- | -------------- | ------------------------- | ------------ | ---- | ------- |
| 63 | Mike Di Meglio | S/Master Speed Up         | Speed Up     | 20   | 14      |
| 3  | Simone Corsi   | Came IodaRacing Project   | FTR          | 19   | 18      |
| 49 | Axel Pons      | Pons 40 HP Tuenti         | Kalex        | 11   | 23      |
| 72 | Yūki Takahashi | NGM Mobile Forward Racing | Suter        | 5    | 20      |

## Moto3
In questo Gran Premio sono stati ammessi in qualità di wild card Álex Márquez, già presente in Spagna, e il tedesco Kevin Hanus su Honda. Per quanto riguarda i piloti titolari, Jonas Folger, colpito da mononucleosi, salta la seconda gara di seguito e la sua moto viene affidata ad Armando Pontone; l'infortunato Jack Miller viene sostituito da Manuel Tatasciore; Niklas Ajo è invece costretto a saltare il Gran Premio per squalifica dopo aver spinto un commissario di percorso in seguito a una caduta durante la gara precedente e il suo posto viene preso da Joan Olivé.

### Arrivati al traguardo
| Pos | Nº | Pilota              | Squadra                   | Motocicletta | Giri | Tempo     | Griglia | Punti |
| --- | -- | ------------------- | ------------------------- | ------------ | ---- | --------- | ------- | ----- |
| 1   | 11 | Sandro Cortese      | Red Bull KTM Ajo          | KTM          | 23   | 41:34.536 | 1       | 25    |
| 2   | 25 | Maverick Viñales    | Blusens Avintia           | FTR Honda    | 23   | +0.055    | 2       | 20    |
| 3   | 39 | Luis Salom          | RW Racing GP              | Kalex KTM    | 23   | +11.038   | 7       | 16    |
| 4   | 63 | Zulfahmi Khairuddin | AirAsia-Sic-Ajo           | KTM          | 23   | +12.195   | 5       | 13    |
| 5   | 7  | Efrén Vázquez       | JHK T-Shirt Laglisse      | FTR Honda    | 23   | +20.934   | 8       | 11    |
| 6   | 27 | Niccolò Antonelli   | San Carlo Gresini         | FTR Honda    | 23   | +20.976   | 12      | 10    |
| 7   | 42 | Álex Rins           | Estrella Galicia 0,0      | Suter Honda  | 23   | +21.792   | 22      | 9     |
| 8   | 52 | Danny Kent          | Red Bull KTM Ajo          | KTM          | 23   | +21.888   | 4       | 8     |
| 9   | 10 | Alexis Masbou       | Caretta Technology        | Honda        | 23   | +23.046   | 10      | 7     |
| 10  | 84 | Jakub Kornfeil      | Redox-Ongetta-Centro Seta | FTR Honda    | 23   | +23.310   | 11      | 6     |
| 11  | 41 | Brad Binder         | RW Racing GP              | Kalex KTM    | 23   | +23.379   | 14      | 5     |
| 12  | 55 | Héctor Faubel       | Bankia Aspar              | Kalex KTM    | 23   | +23.763   | 9       | 4     |
| 13  | 61 | Arthur Sissis       | Red Bull KTM Ajo          | KTM          | 23   | +24.308   | 16      | 3     |
| 14  | 23 | Alberto Moncayo     | Bankia Aspar              | Kalex KTM    | 23   | +25.015   | 17      | 2     |
| 15  | 12 | Álex Márquez        | Estrella Galicia 0,0      | Suter Honda  | 23   | +26.450   | 19      | 1     |
| 16  | 6  | Joan Olivé          | TT Motion Events Racing   | KTM          | 23   | +32.641   | 24      |       |
| 17  | 89 | Alan Techer         | Technomag-CIP-TSR         | TSR Honda    | 23   | +32.743   | 20      |       |
| 18  | 19 | Alessandro Tonucci  | Team Italia FMI           | FTR Honda    | 23   | +36.511   | 21      |       |
| 19  | 77 | Marcel Schrötter    | Mahindra Racing           | Mahindra     | 23   | +53.527   | 23      |       |
| 20  | 21 | Iván Moreno         | Andalucia JHK Laglisse    | FTR Honda    | 23   | +1:04.014 | 26      |       |
| 21  | 9  | Toni Finsterbusch   | Cresto Guide MZ Racing    | Honda        | 23   | +1:04.064 | 30      |       |
| 22  | 73 | Manuel Tatasciore   | Caretta Technology        | Honda        | 23   | +1:04.071 | 25      |       |
| 23  | 51 | Kenta Fujii         | Technomag-CIP-TSR         | TSR Honda    | 23   | +1:30.900 | 33      |       |
| 24  | 3  | Luigi Morciano      | Ioda Team Italia          | Ioda         | 22   | +1 giro   | 32      |       |
| 25  | 86 | Kevin Hanus         | Thomas Sabo GP            | Honda        | 22   | +1 giro   | 31      |       |

### Non classificati
| Nº | Pilota          | Squadra              | Motocicletta | Giri | Tempo     | Griglia |
| -- | --------------- | -------------------- | ------------ | ---- | --------- | ------- |
| 80 | Armando Pontone | IodaRacing Project   | Ioda         | 23   | +2:32.229 | 34      |
| 30 | Giulian Pedone  | Ambrogio Next Racing | Oral         | 23   | +2:35.705 | 29      |

### Ritirati
| Nº | Pilota          | Squadra              | Motocicletta | Giri | Griglia |
| -- | --------------- | -------------------- | ------------ | ---- | ------- |
| 53 | Jasper Iwema    | Moto FGR             | FGR Honda    | 15   | 28      |
| 96 | Louis Rossi     | Racing Team Germany  | FTR Honda    | 14   | 15      |
| 5  | Romano Fenati   | Team Italia FMI      | FTR Honda    | 14   | 6       |
| 32 | Isaac Viñales   | Ongetta-Centro Seta  | FTR Honda    | 13   | 27      |
| 99 | Danny Webb      | Mahindra Racing      | Mahindra     | 8    | 18      |
| 26 | Adrián Martín   | JHK T-Shirt Laglisse | FTR Honda    | 6    | 13      |
| 44 | Miguel Oliveira | Estrella Galicia 0,0 | Suter Honda  | 3    | 3       |

### Non qualificato
| Nº | Pilota          | Squadra              | Motocicletta |
| -- | --------------- | -------------------- | ------------ |
| 15 | Simone Grotzkyj | Ambrogio Next Racing | Oral         |